# Endonucleasi
Le endonucleasi sono enzimi idrolitici identificati negli anni settanta, che scindono il legame fosfodiesterico all'interno di una catena polinucleotidica, dividendola in due polimeri, a differenza delle esonucleasi che ne distaccano il nucleotide terminale. Endonucleasi sono coinvolte nella riparazione del DNA e nella maturazione dell'RNA degli Eucarioti.
Alcuni enzimi, come le deossiribonucleasi I, tagliano il DNA in maniera relativamente aspecifica (senza considerare la sequenza); mentre altri, come le endonucleasi di restrizione, tagliano il DNA solo in corrispondenza di specifiche sequenze nucleotidiche.
Sono endonucleasi sequenza-specifiche gli enzimi di restrizione batterici, che tagliano il DNA in regioni particolari definite siti di restrizione. Spesso tale idrolisi avviene in sequenze palindromiche (sequenze che lette nella stessa polarità su entrambi I filamenti complementari risultano essere identiche) lunghe circa 4-6 bp e in modo asimmetrico creando delle estremità coesive (ciò permette la generazione di molecole di DNA che si autoassemblano in varie combinazioni), oppure effettuare un taglio centrale creando estremità piatte o "blunt". È un sistema di riconoscimento di DNA estraneo dei batteri, funge da meccanismo di difesa contro agenti estranei come i virus.
Gli enzimi di restrizione sono ampiamente utilizzati nella tecnologia del DNA ricombinante in quanto permettono di ottenere dei frammenti di DNA che digeriti con lo stesso enzima possono essere connessi, una volta appaiati mediante ibridazione, dalla DNA ligasi che catalizza la formazione del legame fosfodiesterico.

## Categorie
Ci sono tre categorie di endonucleasi di restrizione: i tipi I e III formano dei grandi complessi aventi sia attività endonucleasica che metilasica. Entrambi richiedono energia sotto forma di ATP per la loro funzione. Il tipo I taglia il DNA in punti casuali che possono essere distanti anche più di 1000 bp dalla sequenza di riconoscimento a cui si lega. Il tipo III taglia il DNA a circa 25 bp dalla sequenza di riconoscimento. Il tipo II, isolato per la prima volta da Hamilton Smith nel 1970, si comporta in modo diverso in quanto non necessita di ATP nei suoi processi di degradazione. Alcuni esempi di enzimi di restrizione di tipo II includono BamHI, EcoRI, EcoRv e HaeIII. 
La nomenclatura degli enzimi di restrizione si basa sul genere e sulla specie del batterio dal quale è stato isolato l'enzima di restrizione. Così, per esempio, "EcoRI" significa:
- E: genere Escherichia,
- co: specie coli,
- R: ceppo RY13,
- I: prima endonucleasi isolata.

## Ulteriori discussioni
Gli enzimi di restrizione in genere riconoscono brevi sequenze bersaglio di circa 4-8 paia di basi, ad esempio l'enzima EcoRI riconosce e taglia la sequenza 5'-GAATTC-3'. Alcune endonucleasi possono tagliare anche DNA a singolo filamento o RNA. Infatti, oltre a DNA a doppio filamento, all'azione di questi enzimi sono sottoposti anche:
- giunzioni di Holliday;
- molecole di DNA a triplo o quadruplo filamento (G-quadruplex);
- molecole ibride a doppio filamento (uno costituito da DNA, l'altro da RNA);
- molecole di DNA sintetiche, che possono contenere basi alternative oltre alle quattro basi azotate presenti nella molecola di DNA naturale.
Inoltre, la ricerca attualmente mira a realizzare endonucleasi di restrizione artificiali o sintetiche, aventi siti di ricognizione unici all'interno del DNA.
Dal taglio mediante endonucleasi di restrizione si possono formare estremità piatte (il taglio dei due filamenti avviene esattamente nello stesso punto) o appiccicose (i punti di taglio sui due filamenti sono sfalsati di alcuni nucleotidi).

## Endonucleasi più comuni
La tabella illustra le principali endonucleasi procariotiche ed eucariotiche 
| Enzimi procariotici                | Fonte                 | Caratteristiche |
| RecBCD endonucleasi                | E. coli               | Parzialmente dipendente da ATP; ha anche un'attività esonucleasica; agisce nei processi di ricombinazione e riparazione del DNA   |
| Endonucleasi T7                    | Fago T7 (gene 3)      | Essenziale per la replicazione; agisce principalmente su DNA a singolo filamento                                                  |
| Endonucleasi T4                    | Fago T4               | Taglia a livello delle sequenze TpC; la lunghezza delle catene prodotte varia in diverse condizioni                               |
| Endonucleasi Bal 31                | Alteromonas espejiana | È anche un'esonucleasi; taglia lontano dale estremità 3' e 5' del duplex di DNA                                                   |
| Endonucleasi I (endo I)            | E. coli (endA)        | Localizzazione periplasmatica; porta alla formazione di catene lunghe circa 7 bp; la sua azione è inibita da tRNA                 |
| Nucleasi micrococcica              | Staphylococcus        | Produce terminazioni 3'-P; richiede Ca2+ per l'attività catalitica; agisce anche su RNA; preferisce ssDNA e regioni ricche di A-T |
| Endonucleasi II (endo VI, exo III) | E. coli (xth)         | Il taglio avviene nei pressi di un sito AP; è anche un'esonucleasi 3'-->5' e una fosfomonoesterasi                                |

| Enzimi eucariotici           | Fonte                      | Caratteristiche                                                                             |
| Neurospora endonucleasi      | Neurospora crassa          | Agisce anche su RNA                                                                         |
| Nucleasi S1                  | Aspergillus oryzae         | Agisce anche su RNA                                                                         |
| Nucleasi P1                  | Penicillium citrinum       | Agisce anche su RNA                                                                         |
| Nucleasi I del fagiolo mungo | Germogli del fagiolo mungo | Agisce anche su RNA                                                                         |
| Ustilago nucleasi (Dnase I)  | Ustilago maydis            | Agisce anche su RNA                                                                         |
| Dnase I                      | Pancreas bovino            | Genera prodotti lunghi circa 4 bp; produce rotture sul doppio filamento in presenza di Mn2+ |
| AP endonucleasi              | Nucleo, mitocondri         | Coinvolta nel pathway di riparazione del DNA                                                |
| Endo R                       | Cellule HeLa               | Specifica per siti GC                                                                       |

## Mutazioni
Xeroderma pigmentosa è una malattia autosomica recessiva rara, causata da un'endonucleasi UV-specifica difettiva. I pazienti che presentano l'enzima mutato sono incapaci di riparare danni al DNA causati dalle radiazioni solari.
L'anemia falciforme è una patologia causata da una mutazione puntiforme. La sequenza alterata dalla mutazione elimina il sito di riconoscimento dell'endonucleasi di restrizione MstII che riconosce la sequenza nucleotidica.
Mutazioni dell'endonucleasi tRNA-splicing causano l'ipoplasia pontocerebellare. L'ipoplasia pontocerebellare (PCH) rappresenta un gruppo di disordini neurodegenerativi autosomici recessivi che è causato da mutazioni in tre delle quattro subunità del complesso dell'endonucleasi tRNA-splicing.

## Riparazione del DNA
Le endonucleasi rivestono un ruolo nella riparazione delle basi danneggiate. L'enzima AP-endonucleasi agisce in modo specifico catalizzando l'incisione del DNA esclusivamente nei siti AP, preparando in tal modo il DNA per la successiva escissione dei nucleotidi. Ad esempio, quando si verifica la depurinazione, questa lesione lascia lo zucchero desossiribosio con una base mancante. L'AP endonucleasi riconosce questo zucchero e taglia il DNA in questo sito e quindi permette di riparare il DNA. Le cellule di E. coli contengono due tipi di enzimi AP: endonucleasi IV (endoIV) ed esonucleasi III (exoIII). Mentre negli eucarioti, c'è un solo tipo di endonucleasi AP.